# Banawali
Banawali est un village indien dans le district de Fatehabad, dans l'État de Haryana, en Inde, à environ 120 km au nord-est de Kalibangan et à 16 km de Fatehabad. Il est surtout connu comme site archéologique, se rattachant à la période de la civilisation de la vallée de l'Indus.
Banawali, autrefois appelé Vanavali, se trouve sur la rive gauche de l'ancien fleuve asséché Sarasvati. Par rapport à l'ancienne ville Kalibangan, qui était établie dans la vallée moyenne inférieure de la Sarasvati, Banawali a été construite plus en amont, dans la vallée moyenne supérieure de l'ancien fleuve Sarasvati.

## Fouilles
Le site archéologique de Banawali est fouillé une première fois en 1974 par Ravindra Singh Bisht (en), membre de l'Archaeological Survey of India (ASI). Les fouilles révèlent la séquence culturelle de trois périodes successives, numérotées par convention de I à III.
La Période I ou Pré-Harappéen (Kalibangan) va de 2500 environ à 2300 avant J.-C. ; elle peut se décomposer en Période IA : Phase de pré-soutenance ; puis Période IB : Phase de défense et enfin Période IC : Phase de transition (Proto-Harappéenne).
La Période II ou Harappa mature va d'environ 2300 à 1700 av. J.-C..
La Période III ou post-harappéenne (Banawali-Bara) va d'environ 1700 jusqu'à 1500 ou 1450 av. J.-C..

### Période I (vers 2500-2300 av. J.-C.)
Des maisons bien conçues sont construites à partir de briques cuites au four et moulées. La poterie est composée de vases et de pots, et divisée en deux groupes, en fonction de leur conception générale. Le façonnage des poteries est très similaire à celui de la période Kalibangan I.

### Période II (vers 2300-1700 av. J.-C.)
Une muraille de plus de 105 m de longueur, avec 4,50 m de hauteur et 6 m de largeur, est découvert sur ce site. Selon Britannica, cette muraille imposante fait de Banawali un des sites archéologiques les plus importants de la région du Pendjab.
La ville fortifiée est de style harappéen, bien conçue, en forme de quadrillage, mesurant 200 m sur 500 m, construite au cours de cette période. Cette zone fortifiée est composée de deux zones contigües, l'une étant dévolue à la classe dirigeante et l'autre étant occupée par la population ordinaire. Dans la zone destinée aux gens ordinaires, les pâtés de maisons sont séparés par des voies nord-sud se coupant à angle droit, et qui sont ensuite reliées par des voies est-ouest, reflétant le caractère urbain de ces rues. Les maisons sont construites des deux côtés de ces rues, avec un sol en terre battue, des murs avec revêtement de boue, des chambres, une cuisine ainsi que des toilettes. Les maisons disposaient d'installations de stockage, semblables aux chambres fortes trouvées à Kuntasi.

### Période III (vers 1700 - 1500 ou 1450 av. J.-C.)
La période III du site est principalement représentée par la culture Bara, qui peut être qualifiée de post-Harappa ou de période Harappa tardive.

## Architecture
Les fouilles menées par l'Archaeological Survey of India (ASI) sur cet site révèlent une ville fortifiée bien construite de la période Harappa, qui se superpose à un vaste habitat antérieur, proto-urbain, de la période pré-Harappa. Un mur de défense d'une hauteur de 4,50 m et d'une épaisseur de 6 m est également découvert, et se poursuit sur une distance de 105 m.
Les maisons, comportant des sols en terre battue, sont bien conçues avec différentes pièces et des toilettes ; elles sont établies de chaque côté des rues et des ruelles.
Près de la zone sud-est du rempart, se trouve une volée de marches s'élevant de la « ville basse » à l'Acropole ou « ville haute » ; les archéologues de l'ASI considèrent cela comme un élément important de l'architecture urbaine. L'escalier de la « ville basse » est à proximité d'une forte construction similaire à un bastion.

### Maisons
Dans une des maisons à plusieurs pièces comprenant cuisine et toilettes, plusieurs sceaux et poids sont retrouvés, indiquant que le propriétaire de cette maison était probablement un commerçant. Une maison plus grande révèle un grand nombre de perles d'or, de lapis-lazuli, de cornaline, de minuscules poids et une pierre semblable à une « pierre de touche » avec des stries d'or, indiquant que la maison devait appartenir à un bijoutier ou à un fabricant de décorations ornementales.
Plusieurs maisons de Banawali montrent des traces d'autels avec des restes de feux, qui sont aussi associés à des structures absidales indiquant clairement un objectif rituel.

## Artéfacts découverts
Les artéfacts découverts sur le site sont notamment des pots en forme de S, des récipients de cuisson, des fours, des tandoors, des pots en terre cuite peints, etc. Les motifs peints comprennent des paons, des feuilles de pipal, des arbres, des cerfs, des étoiles, des poissons, des fleurs, des cercles entrecroisés, des motifs en damier, des motifs en nid d'abeille. Il y a aussi des sceaux Harappa portant des images de rhinocéros, de chèvre sauvage, de bouquetin, de licorne, et d'animal fabuleux avec un corps de tigre. Sont également retrouvées des objets en or, en cuivre, en bronze, en cuivre, en lapis-lazuli, des perles d'or, des bracelets de coquillages, etc.
L'ensemble de la poterie retrouvée est comparable à la poterie Harappa en termes de finesse et le façonnage de la poterie est très similaire à celui de Kalibangan I.
Les deux découvertes les plus importantes efectuées sur le site lors de la campagne de 1987-1988 sont : d'abord une faïence grise brunie décorée de deux motifs bucraniens en applique, qui ressemble plus ou moins à des têtes de bovins similaires apparaissant dans la peinture sur des pots pré-harappéens de Kot Diji, de Kalibangan, etc. L'autre découverte majeure est une figurine en argile crue qui présente des incisions croisées profondes sur le dos ainsi que sur un côté du cou, lui conférant ainsi l'apparence d'un cheval, car la première peut suggérer la selle et la seconde la crinière.
Les autres objet découverts sont un peigne en ivoire, une galette en terre cuite avec un âne gravé, des figures humaines - hommes et femmes -, une carapace de tortue, etc. De nombreux objets en or, en argent ou en d'autres métaux sont également retrouvés.

## Déclin
L'arrêt de la vie urbaine à Banawali comme à Kalibangan semble être lié à un événement brusque.

## Autres observations
Les plus anciennes briques de Banawali ont le même ratio que celles de Kalibangan, de 3:2:1, mais les briques ultérieures ont par contre un ratio de 4:2:1. Un des poids retrouvés pesait 87,855 grammes, soit environ 100 fois 0,857 gramme, un poids plus courant à Harappa. La muraille entourant le site était probablement destinée à protéger des inondations de l'ancien fleuve Sarasvati, mais ce mur s'est effondré propbablement à cause d'une crue. Des coquillages marins sont retrouvés à Banawali comme sur les sites de Harappa et de Kalibangan, qui sont loin du littoral ; ces découvertes mettent en évidence un commerce interne entre les régions au début de la période de l'Indus.
Des sceaux sont retrouvés seulement dans la ville basse et non dans la citadelle ; plusieurs petits poids de pierre et un modèle de charrue en terre cuite sont également retrouvés. Un grand nombre de figurines féminines sont trouvées sur le site ainsi qu'à Mohenjadaro, Harappa. Une pierre de touche portant des traces d'or est également découverte, elle a probablement été utilisée pour tester la pureté de l'or, la même technique est d'ailleurs toujours utilisée dans la région.
Selon l'usage en vigueur, la plupart des découvertes sont ré-enterrées. Cependant, un puits de l'époque Harappa est bien préservé et témoigne de l'ancienneté du village.